# اوخویه
اوخویه (به صربی: Oholje) یک منطقهٔ مسکونی در صربستان است که در نووی پازار واقع شده‌است.